# Eta (szybowiec)
Eta – dwumiejscowy motoszybowiec wysokowyczynowy klasy otwartej. Jedna z najlepszych na świecie konstrukcji tego typu.

## Historia
Prace projektowe rozpoczęto w styczniu 1996 r. w biurze Flugtechnik & Leichtbau, z założeniem że powstanie szybowiec przeznaczony do wykonywania lotów rekordowych. Zdecydowano również o wyposażeniu go w silnik, który miał pełnić rolę pomocniczą, umożliwiając start i dolot do lotniska. Jego głównym konstruktorem został dr Reiner Kickert, który zebrał uwagi eksploatacyjne od doświadczonych szybowników, tj. Erwin Müller, Hans-Werner Große, Hartmut Lodes, dr Jan Krüger, Bruno Gantenbrink i Umberto Mantica. Do zbudowania szybowca potrzebna była współpraca kilku firm – za budowę kadłuba odpowiadała firma Walter Binder Flugmotorenbau, Glasfaser-Flugzeug-Service-Streifeneder GmbH zajęła się konstrukcją i budową płata a układy sterowania opracowano w firmie Wolf-Hirth GmbH. 
Prace nad budową prototypu rozpoczęto w 1998 r., 31 lipca 2000 r. na lotnisku Cochstedt dokonano jego oblotu. W 2001 r. zbudowano nowy kadłub o mniejszej masie własnej, firma Schmidt & Schatz przejęła zadania związane z budową skrzydeł. W 2003 r. doszło do katastrofy drugiego prototypu ale obaj piloci zdołali uratować się skokiem ze spadochronem. W tym samym roku szybowiec uzyskał świadectwo typu.
Pierwszy start zawodniczy na szybowcu Eta miał miejsce podczas 28. Szybowcowych Mistrzostw Świata rozegranych w 2003 w Lesznie. Na tych szybowcach wystartowali Janusz Centka i Stefano Ghiorzo. Centka zdobył wicemistrzostwo świata w klasie otwartej, Ghiorzo został sklasyfikowany na 8. pozycji. 
Szybowiec należy do najdroższych konstrukcji tego typu na świecie, w 2015 r. był oferowany odbiorcom za 200 000 euro.